# Rivolta slava del 983
La rivolta slava del 983 fu un'insurrezione degli slavi occidentali Veleti e Obodriti che vivevano a est del fiume Elba avvenuta nel 983 per contrastare il processo di espansione, di colonizzazione e cristianizzazione incentivato dal Regno Teutonico.

## Antefatti
Dopo le campagne militari di Enrico I di Sassonia e dell'Imperatore Ottone I gli Slavi occidentali e quelli dell'Elba vennero considerati cristianizzati. Ottone I aveva infine nel 955 sottomesso, con la battaglia del Raxa, gli Obodriti.
La zona di loro residenza appartenne inizialmente alla marca Geronis ma già nel 965, alla morte di Gero I, fu suddivisa in marche più piccole: la marca orientale sassone, la marca del Nord, la marca di Meißen, la marca di Zeitz e la marca di Merseburgo. Soprattutto la diocesi di Magdeburgo sviluppò dal 968 la sua intensa attività missionaria.

## Sviluppo della rivolta
Subito dopo la sconfitta dell'imperatore Ottone II nella battaglia di Capo Colonna, gli slavi ne approfittarono per ribellarsi nell'estate del 983 (Titmaro inoltre attribuisce la rivolta, oltre ai tributi costretti a versare, alla «superbia» del margravio della marca del Nord Teodorico di Haldensleben); le alleanze slave si sollevarono sotto la guida dei Veleti e cacciarono il rappresentante ecclesiastico e politico dell'Impero.
Le sedi episcopali di Brandeburgo e di Havelberg furono occupate. Il convento di Kalbe fu saccheggiato. I Veleti si allearono agli Obodriti e saccheggiarono la diocesi di Oldenburg ed attaccarono Amburgo. Un contingente di sassoni, raccolto in tutta fretta, riuscì a ricacciare per breve tempo gli slavi oltre l'Elba.

## Conseguenze
Dal 985 i successori di Ottone II (Ottone III prima e Enrico II poi), insieme al principe polacco  Mieszko I e successivamente con  Boleslao I intrapresero diverse campagne militari annuali, per sottomettere la zona. Le campagne si rivelarono tuttavia prive di effetti.
Nel 1003 Enrico II si decise ad un cambio di politica: concluse un'alleanza con i Veleti e condusse invece una guerra contro l'ex alleato, il Ducato di Polonia, sotto Boleslao I. Così la signoria pagana dei veleti poté sopravvivere fino al XII secolo.
La diretta conseguenza della rivolta degli slavi fu un blocco totale della colonizzazione tedesca dell'Europa centrale ed orientale per i successivi due secoli. I vescovi di Brandeburgo e di Havelberg vissero di conseguenza quali vescovi titolari al di fuori delle loro diocesi, perlopiù alla corte del re. Solo nel XII secolo, grazie soprattutto alle imprese di Enrico il Leone, l'insediamento germanico proseguì oltre l'Elba dopo rinnovate occupazioni ed integrazioni dei principi slavi.